# 岡比亞 (1965年—1970年)
在1965年至1970年之間，岡比亞（英語：The Gambia）是一個獨立的主權國家，與英國和以英國君主為首的國家共享國家元首。它是現代岡比亞共和國的前身。
1965年，根據《1964年岡比亞獨立法》，岡比亞從英國獲得獨立，該法案將甘比亞殖民地和保護國統一為一個獨立的主權國家。英國君主伊麗莎白二世仍然是岡比亞的國家元首，岡比亞與其他英聯邦皇國享有主權。女王的憲法角色主要委派給岡比亞總督。在岡比亞任職的總督是：
1. 約翰·沃伯頓·保羅（英语：John Warburton Paul） （1965年2月18日–1966年2月9日）
2. 法里曼·馬馬迪·辛加特（英语：Farimang Mamadi Singateh） （1966年2月9日–1970年4月24日）

經過兩次全民公投後，岡比亞於1970年4月24日廢除了君主制，成為英聯邦內的共和國。1965年的第一次全民公投以65.85％的贊成票和34.15的反對票未能達到通過所需要的三分之二多數。1970年，第二次公投獲得了成功，岡比亞有70.45％的人投票贊成建立共和國，而只有29.55％的人反對。岡比亞在1970年通過了一部新憲法，廢除了君主制。從1965年開始擔任總理（兼政府首腦）的達烏達·賈瓦拉（Dawda Jawara），成為岡比亞的第一任總統。
伊麗莎白女王二世在1965年至1970年之間沒有訪問岡比亞。她於1961年（12月3日至5日）訪問過。